# 1702 год в музыке

## События
- Георг Филипп Телеман становится директором Лейпцигской оперы и основывает общество Коллегиум музикум.
- 17-летний Георг Фридрих Гендель начинает изучать богословие и право в Университете Галле и, окончив обучение у композитора и органиста Фридриха Вильгельма Цахау, становится музыкальным руководителем и органистом в соборе в Галле.
- Алессандро Скарлатти переезжает из Неаполя во Флоренцию, заручившись покровительством тосканского герцога Козимо III Медичи.
- Танцовщик и хореограф Джон Уивер (англ. John Weaver), известный как отец английской пантомимы, написал первую пантомиму-балет, бурлеск «Плуты из таверны» (англ. Bilkers Tavern).

## Классическая музыка
- Джованни Энрико Альбикастро — «Соната для скрипки соло и бассо континуо» (итал. Sonate a violino solo col basso continuo).
- Фридрих Николаус Брунс (нем. Friedrich Nicolaus Bruhns) — St John Passion (ранее автором считался Райнхард Кайзер).
- Марк-Антуан Шарпантье — «Суд Соломона» (лат. Judicium Salomonis), специально к открытию Парижского парламента.[1]
- Иоганн Каспар Фердинанд Фишер (нем. Johann Caspar Ferdinand Fischer) — «Музыка Ариадны» (итал. Ariadne Musica).
- Франческо Скарлатти — Псалом 110 (Dixit Dominus).
- Франсиско Вальс (исп. Francisco Valls) — Missa Scala Aretina.

## Опера
- Франсуа Бувар (фр. François Bouvard) — Médus.
- Андре Кампра — «Танкред» (итал. Tancrède).
- Пьетро Торри (итал. Pietro Torri) — Torneo.

## Родились
- 6 января — Хосе де Небра[исп.], испанский композитор и органист, отец композитора и главного органиста Севильского кафедрального собора Мануэля Бласко де Небра (умер 11 июля 1768).
- 7 февраля — Карл Август Тило[дат.], датский органист, учитель музыки, композитор и оперный режиссёр родом из Саксонии, ученик Иоганна Готфрида Вальтера,[2] в 1747 году участвовал в создании первого в Дании оперного театра[3][4][5], автор трактата Tanker og Regler fra Grunden af om Musiken, опубликованного в 1746 году,[6][7] придворный органист короля Дании и Норвегии Кристиана VI[8] (умер 3 декабря 1763).
- 10 февраля — Жан-Пьер Гиньон, итало-французский композитор и скрипач (умер 30 января 1774).
- 27 февраля — Иоганн Валентин Гёрнер[нем.], немецкий композитор, брат органиста Иоганна Готлиба Гёрнера (умер (предположительно) 30 июля 1762).
- 27 марта —  Иоганн Эрнст Эберлин, немецкий композитор и органист, писавший преимущественно духовную и хоровую музыку (умер 19 июня 1762).
- 16 июля — Иоганн Шнайдер[нем.], немецкий органист, скрипач и композитор (умер в 1788).
- 22 июля — Алессандро Безоцци[итал.], итальянский виртуоз-гобоист, композитор и педагог из известной семьи музыкантов Безоцци (умер 26 июля 1793).

Дата неизвестна — Антуан Жилис (фр. Antoine Gilis), французский музыкант и композитор, писавший в основном для фортепиано и скрипки (умер в 1781).

## Умерли
- 5 мая — Якоб Хинтце[нем.], немецкий церковный музыкант и композитор (родился в 1622).
- 6 июля — Николя Лебег, французский барочный клавесинист, органист и композитор (родился в 1632).
- 16 июля — Этьен Лулье[фр.], французский музыкант, педагог и музыкальный теоретик (родился в 1654).
- 4 ноября — Томас Эйзенхат (нем. Thomas Eisenhut), немецкий барочный композитор (родился в 1644).
- 12 декабря — Улоф Рудбек-старший, шведский учёный — анатом, ботаник и атлантолог, также изучал и преподавал математику, физику и музыку[9][10] (родился 13 сентября 1630).